# Gordon Riots
De Gordon Riots waren een reeks aan rellen in de stad Londen die plaatsvonden tussen 2 en 9 juni 1780 en die werden aangewakkerd door antikatholiek sentiment. De rellen zijn vernoemd naar George Gordon, die met zijn petitie de oorzaak van de rellen was. De Gordon Riots resulteerden in de grootste verwoesting die Londen kende tussen de Grote brand van Londen in 1666 en de Blitz in 1940-1941.

## Aanleiding
In de jaren 1770 neigden de Britse regering en koning George III tot een gedeeltelijke verlichting van de eerder ingevoerde inperkingen van de burgerrechten van de Britse katholieke bevolking. Dit voornemen resulteerde in de Irish Catholic Relief Acts en de Papist Act, beiden uit 1778. Deze wetten maakten een aantal strenge beperkingen van katholieke eigendomsrechten en de vrijheid van onderwijs ongedaan, maar waren een gruwel in de ogen van de sektarische Protestant Association.
In juni 1780 diende het aristocratische parlementslid George Gordon een petitie in bij het parlement, tot intrekking van de Papist Act uit 1778. Gordon had het parlement eerder al voorgehouden dat hij de steun genoot van 120.000 mensen.

## Rellen

### Start van de rellen
Op 2 juni 1780 verzamelde zich een menigte van zo'n vijftig- tot zestigduizend man in Southwark, om de petitie van Gordon en de Protestant Association aan te bieden. Een groep van zo'n 14.000 mensen marcheerde vervolgens naar het Palace of Westminster. Een compagnie dragonders kreeg de opdracht om het parlement te beschermen, maar enkele demonstranten wisten uit te breken en de zaal van het Lagerhuis te bereiken. In een eerdere fase hadden groepen zich uit de mars losgemaakt om de katholieke kapellen te vernielen en ambassadeurswoningen van de katholieke staten Sardinië en Beieren te plunderen.

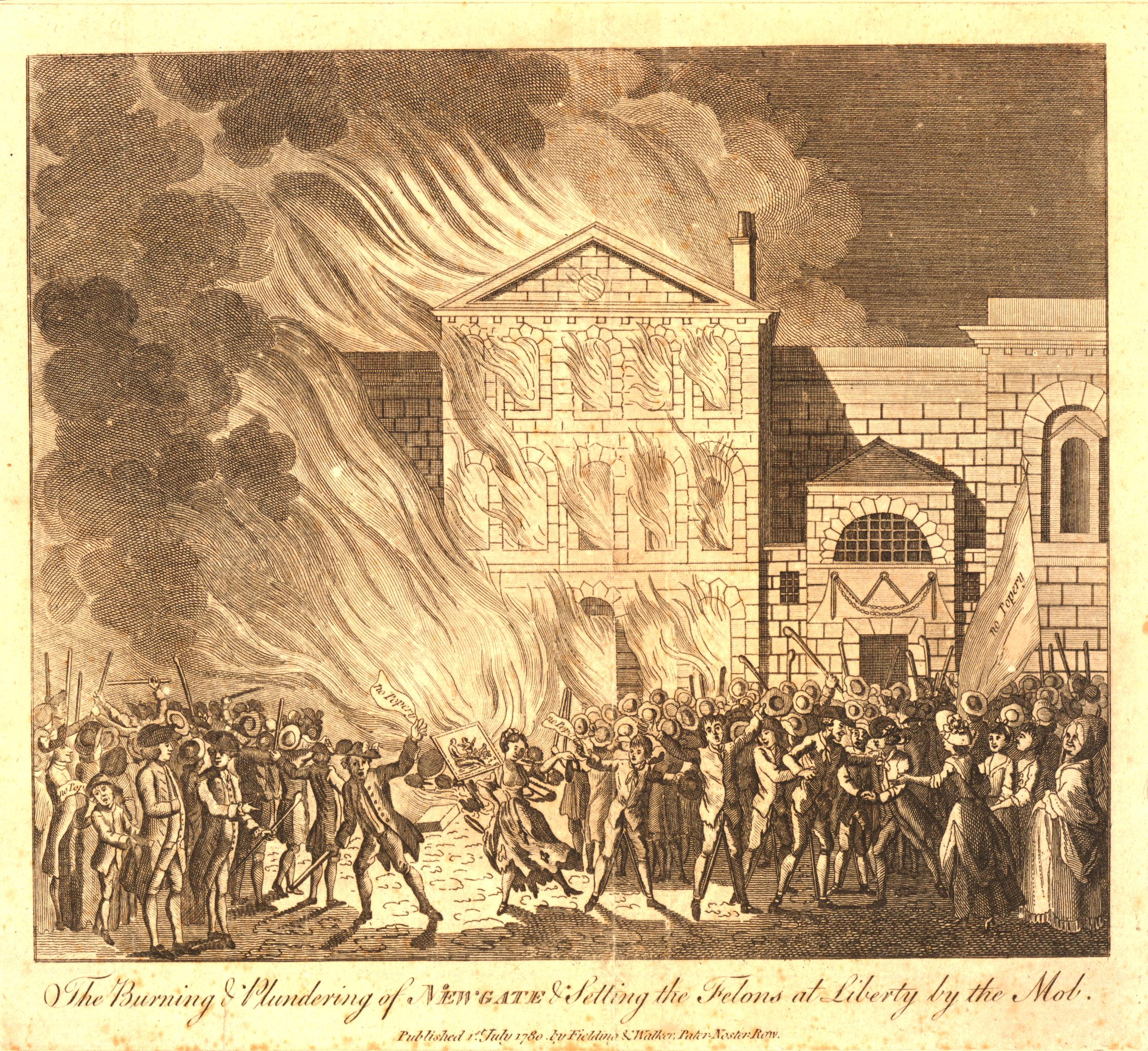
De plundering en het platbranden van de gevangenis van Newgate

In het weekend dat volgde werden de katholieke kapellen in de wijken Spitalfields en Moorfields in brand gestoken. De wetteloosheid breidde zich inmiddels ook uit naar aanvallen op Schotten, Ieren en buitenlanders. Maandag 5 juni waren er opnieuw rellen in het stadscentrum, en bevrijdden relschoppers de gevangenen uit diverse Londense gevangenissen. Verschillende gevangenissen brandden daarbij af. Daarnaast vond er grootschalige diefstal plaats.
Op 6 juni begon de menigte de huizen van rechters en ministers aan te vallen. Downing Street werd gespaard, doordat een groep dragonders de menigte verjaagde door de platte kant van hun sabel te gebruiken. Een dag later plunderden de relschoppers Kenwood House, dat eigendom was van de Lord Chief Justice. Diezelfde dag probeerde een aantal relschoppers in te breken bij de Bank of England, die verdedigd werd door de Londense wethouder John Wilkes en zijn militie.

### Reactie van de regering
Premier Frederick North was compleet onvoorbereid op de rellen. Zijn kabinet besloot om niet de staat van beleg af te kondigen. George III eiste in een vergadering met zijn Privy Council dat soldaten het vuur op de menigte konden openen, zonder dat de Riot Act formeel was voorgelezen. Procureur-generaal Alexander Wedderburn stelde in de vergadering dat deze voorlezing niet nodig was, als misdrijven niet met andere middelen dan geweld konden worden voorkomen. Met een Koninklijk Besluit bekrachtigde George III deze beslissing vervolgens.
De regimenten van de milities kregen de opdracht om naar Londen te marcheren, en de regering bracht een proclamatie uit waarin "ze alle personen opdroeg om 's nachts in hun huizen te blijven". Daarnaast bracht ze de Kanaalvloot in de havens langs de zuidkust in paraatheid, voor het geval dat Frankrijk, waarmee het Verenigd Koninkrijk in oorlog was, een poging tot invasie zou wagen. Op 8 juni openden de regimenten het vuur op de relschoppers, en hierop kon het gezag in de stad snel hersteld worden.

## Nasleep
Het exacte dodenaantal als gevolg van de Gordon Riots is onbekend. De schattingen lopen uiteen van driehonderd tot duizend doden. In de nasleep van de rellen werden 26 leiders van de onlusten opgepakt en opgehangen. Op 9 juni pakte de regering ook George Gordon op en hij werd overgebracht naar de Tower of London. Hij werd verdacht van hoogverraad, maar werd hiervan vrijgesproken. De regimenten zouden nog enkele weken in de stad gelegerd blijven. Door haar uiteindelijk doortastend optreden werd de positie van de zittende regering in de Britse politiek versterkt ten opzichte van de oppositie. Ook groeide het vertrouwen in koning George III.